# Workflow management
Workflow management is de beheersing van de beweging van informatie, vaak met geautomatiseerde middelen. Workflow management beoogt te regelen dat de juiste informatie, volgens de regels van het bedrijf van de ene afdeling naar de andere afdeling komt
De term wordt voornamelijk gebruikt in ICT-context. Zogenaamde workflowsystemen, software of machines waarin de bedrijfsprocessen zijn vastgelegd regelen het verloop van een order, klacht of andere taak binnen een bedrijf door deze in deeltaken op te splitsen die in de juiste volgorde door de desbetreffende afdelingen worden behandeld en geaccordeerd. De status en het traject van een taak zijn op te vragen.

## Notatie
Er zijn verschillende diagramtechnieken voor workflows, zoals
- Event-driven process chain
- Petrinetten
- UML-activiteitendiagrammen
- BPMN-modellen
- DEMO-modellen